# Vilniaus autobusai

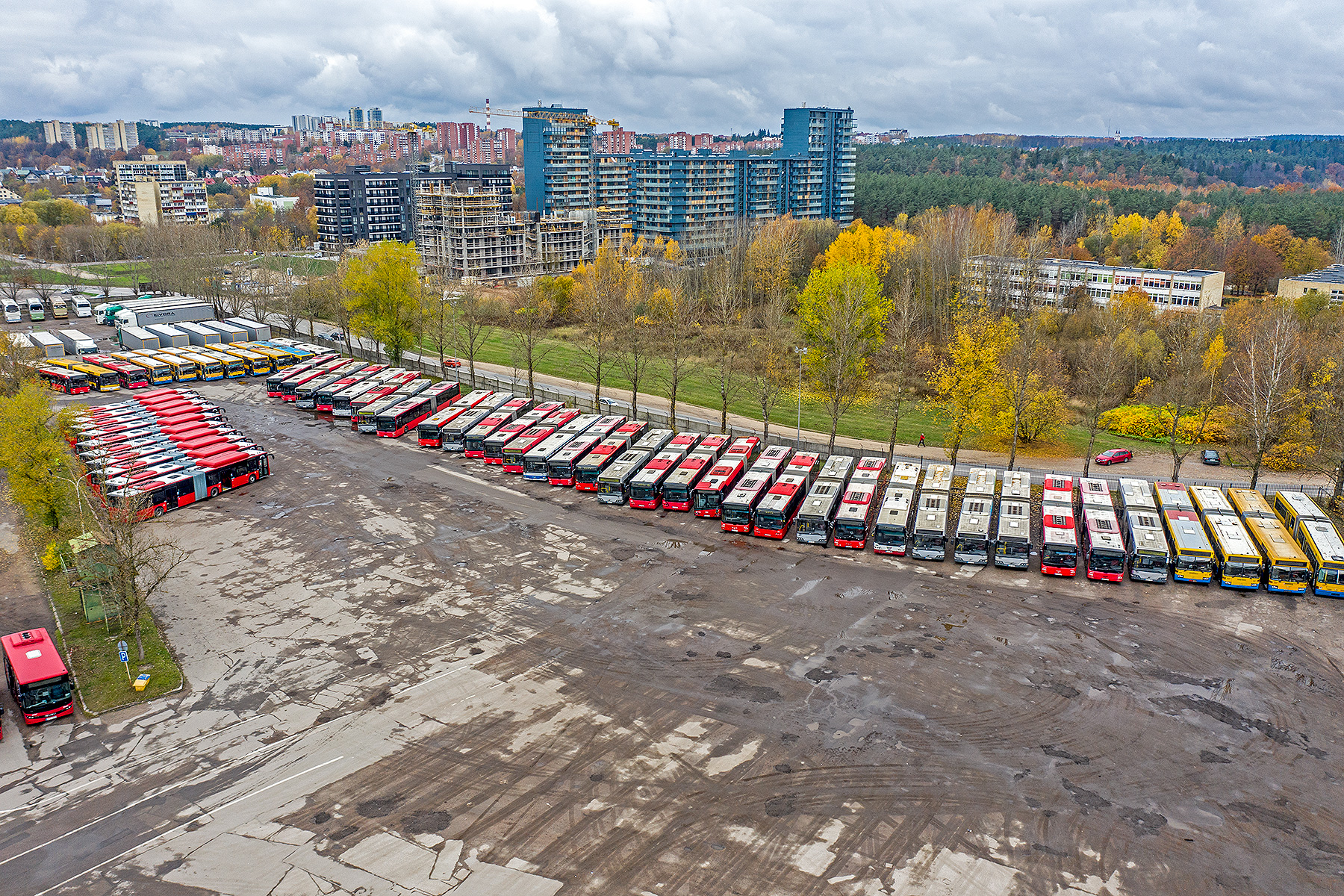
Fuhrpark

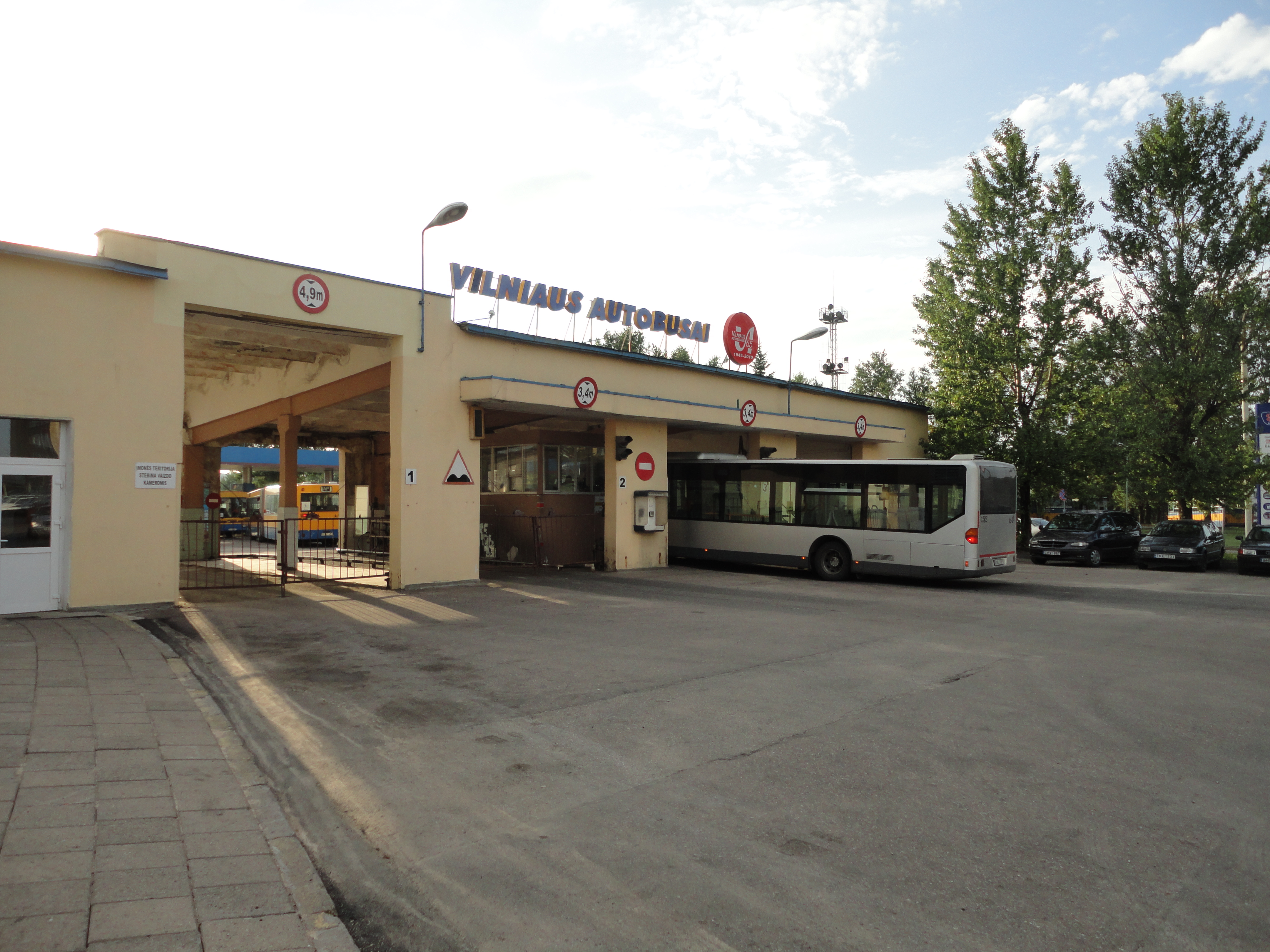
Das Busdepot in Vilnius

Die UAB Vilniaus autobusai war ein Verkehrsunternehmen, das zusammen mit Vilniaus troleibusai den öffentlichen Personennahverkehr in der litauischen Hauptstadt Vilnius betrieb.

## Geschichte
Am 18. November 1945 wurde der Busverkehr in Vilnius eingerichtet. Am 13. März 1946 wurde die erste feste Linie eröffnet: Žvėrynas – Bahnhof Vilnius. Ab 1959 hieß die Busverkehrsgesellschaft Vilniaus autobusų parkas (dt. Buspark Vilnius). Im Jahre 1964 wurde ein neuer Standort für die bestehende Busflotte gebaut. Am 23. November 1990 wurde eine neue Gesellschaft in Verkiai registriert. 1995 wurde das Unternehmen in eine private Gesellschaft, dt. 'Sonderzweck-UAB' (SP UAB, Specialios paskirties UAB) und dann zur "einfachen" UAB umgewandelt, deren alleiniger Aktionär die Stadtgemeinde Vilnius war. Im Frühjahr 2003 erfolgte die Umbenennung zu Vilniaus autobusai. Von 1990 bis zum 24. August 2000 wurde "Vilniaus autobusai" von Gintaras Nakutis geleitet. Am 17. November 2011 wurde das Unternehmen nach der Reorganisation aufgelöst. Jetzt besteht das neue Unternehmen Vilniaus viešasis transportas.

## Fahrzeuge
Der Fuhrpark bestand anfänglich aus 17 alten deutschen und sowjetischen Armeebussen. In der Zeit der Litauischen Sozialistischen Sowjetrepublik fuhr man grundsätzlich mit Ikarus-Bussen. Später kamen Karosa-, Volvo- und andere Busse hinzu.